# Michael Andreas Barclay de Tolly
Princ Michael Andreas Barclay de Tolly (njem. Fürst Michael Andreas Barclay de Tolly; 27. prosinca (prema julijanskom kalendaru 16. prosinca] 1761. – 26. svibnja [prema julijanskom kalendaru 14. svibnja] 1818.) je bio baltički njemački feldmaršal i ministar rata Ruskog Carstva tijekom Napoleonove invazije 1812. godine i Rata Šeste koalicije. Barclay je uveo brojne reforme kojima je unaprijedio logistički sustav vojske, udvostučio brojeve svojih trupa i uveo nove principe vojne obuke. Također je bio guverner-general Finske.
Barclay je rođen u plemićkoj obitelji njemačkog govornog kruga iz Livonije koji su bili članovi škotskog klana Barclay. Njegov otac je bio prvi iz njihove obitelji prihvaćen u rusko plemstvo. Barclay se pridružio Ruskoj carskoj vojsci 1776. godine te unovačen u Pskovsku karabinjersku regimentu. Radi svog doprinosa u osvajanju Očakova 1788. g. od Osmanlija osobno ga je odlikovao Grigorij Potemkin. Zatim je sudjelovao u Rusko-švedskom ratu Gustava III. 1794. godine je sudjelovao u gušenju Kościuszkovog ustanka u Poljskoj te je opet bio odlikovan za svoje zasluge u osvajanju Vilniusa.
Barclay je 1806. godine započeo zapovijedati ruskim snagama tijekom Napoleonskih ratova, gdje se iskazao u bitci kod Pułtuska iste godine. Ranjen je u bitci kod Eylaua 1807. dok su njegove trupe štitile i pokrivale povlačenje ruske vojske. Zbog ozljede je bio prisiljen odstupiti s zapovjednog mjesta. 1808. g. je uspješno sproveo vojne operacije u Finskom ratu protiv Švedske. Barclay je s velikim brojem ruskih trupa prešao približno 100 km preko zamrznutog Botničkog zaljeva u zimi tijekom snježne oluje. Za svoje zasluge Barclay de Tolly je imenovan za guverner-generala Velikog Vojvodstva Finske. Od 20. siječnja 1810. do rujna 1812. g. je obnašao funkciju ministra rata Ruskog Carstva.
Kada je francuska invazija Rusije započela 1812. g., Barclay de Tolly je bio zapovjednik Prve zapadne armije, najveće armije ikada suprotstavljena Napoleonu. Barclay postaje vrhovnim zapovjednikom i započinje sprovoditi doktrinu ,,spaljene zemlje'' od početka same kampanje, što ga je učinilo vrlo nepopularnim u Rusiji. Nakon što bitka kod Smolenska nije uspjela zaustaviti Francuze te je nezadovoljstvo nastavilo rasti među Rusima, Aleksandar I. postavlja Mihaila Kutuzova za vrhovnog zapovjednika, a Barclay je ostao za zapovjednika Prve armije. Kutuzov je nastavio strateško povlačenje korištenjem doktrine spaljene zemlje sve do Moskve gdje se odvila bitka kod Borodina. Barclay je zapovjedao desnim krilom i središtem Ruske vojske u bitci. Nakon Napoleonovog povlačenja, konačni uspjeh Barclayeve strategije ga je pretvorila u narodnog heroja Rusije. Ponovno je postao vrhovnim zapovjednikom 1813. g. nakon Kutuzove smrti te je predvodio zauzimanje Pariza, za što je imenovan feldmaršalom. Kasnije mu se je zdravlje pogoršalo te je preminuo tijekom posjete Njemačkoj 1818. godine.